# Лука (Калушский район)
Лука (укр. Лука) — село в Войниловской поселковой общине Калушского района Ивано-Франковской области Украины.
Население по переписи 2001 года составляло 497 человек. Занимает площадь 11,09 км². Почтовый индекс — 77311. Телефонный код — 03472.